# David Pabón
David Pabón Figueroa (* 20. Juni 1964 auf der Insel Vieques, Puerto Rico) ist ein puerto-ricanischer Salsa-Musiker.
Seine häufig von Kike Santander geschriebenen Songs gehören zur Stilrichtung „Salsa Erótica“ bzw. „Salsa Romantica“.

## Leben
David Pabón wurde als eins von sieben Geschwistern in Puerto Rico geboren. Schon in seiner Kindheit lernte er Gitarre spielen.
Seine Jugend verbrachte er in Bayamón und entdeckte dort die Salsamusik.
Ihn prägten zeitgenössische Musiker wie Larry Harlow, Willie Colón, Héctor Lavoe, Fania All-Stars, "Richie" Ricardo Ray, Roberto Roena, Ismael Rivera, Rubén Blades, Bobby Valentín, Ray Barretto, Eddie Palmieri, Lalo Rodríguez und andere.
Pabón begleitete den Lokalsender Radio Musical eine Zeitlang mit Congas und sang dazu.
In der Schule gründete er die Gruppe El Condór, die sich rasch wieder auflöste.
In seiner zweiten Band Union 78 war er bereits Manager.
Bei Auftritten der Band La Sonica machte er Bekanntschaft mit weiteren Salsamusikern wie Willie Rosario und Bobby Valentín, die ihn während seiner frühen Karriere inspirierten.
Aufgrund der Popularität des Merengue und der mangelnden Gelegenheiten in diesen Bands als neuer Künstler aufzutreten, heuerte Pabón als Schlagzeuger in der Band „El Show de Julio Ángel y El Trio Los Condes“ an, und belebte die alten Boleros wieder.
Pabón machte seinen Abschluss als Elektrotechniker, heiratete und baute sein erstes Haus.
Im Jahr 1986 wollte er zum Salsa zurück, als Gilberto Santa Rosas „Sin un amor“ und „Tú me quemas“ von Eddie Santiago die Zeit prägten.
Der Salsa wurde mit Swingelementen kombiniert und Pabón nutzte diese Modeerscheinung, um erneut einzusteigen.
Nachdem es nicht zu einem Engagement im Orchester von Santarosa gekommen war, wurde Pabón als Sänger bei Eddie Santiago angeheuert.
Mit dem Song Aquel viejo motel hatte Pabón großen Erfolg in Lateinamerika und Spanien.
Danach kamen schnell Tourneen außerhalb von Puerto Rico durch Venezuela, Kolumbien, Ecuador, Peru und Mexiko zustande, später auch durch die USA und Kanada.
David Pabón gibt regelmäßig Konzerte im Madison Square Garden/New York City und ist häufiger Gast auf dem Salsa-Streetfestival Calle Ocho in Miami.
Dort betreibt er auch seine Produktionsfirma Pabón Entertainment Group LLC.
Pabón gilt nach Aufenthalten in Entzugskliniken als vom Alkoholismus geheilt.
Zu seinen bislang größten Hits gehören Aquel viejo motel, Cuando bailas, Por instinto, Ahora tengo ganas, Y nós amamos, Cuando hacemos el amor, Cara dura und Apagame.

## Diskografie
- Aquel viejo motel (1989)
- Es de verdad (1989)
- 1. Apagame
- 2. Mis ganas se quedaron
- 3. Quemame con tu cuerpo
- 4. Cuando hacemos el amor
- 5. Aquel viejo motel
- 6. Vete con el
- 7. Ahora tengo ganas
- 8. No me conoces
- Renacimiento (1990)
- 1. Y nos amamos
- 2. Ya no eres tu
- 3. Abrazame
- 4. Ha llegado la hora
- 5. Te voy a olvidar
- 6. La sombra de tu cuarto
- 7. Alma de hielo
- 8. Jamas
- En la brega (1992)
- 1. Como lo haces conmigo
- 2. Mas quiero mas
- 3. Mi libro preferido
- 4. Un dia si, un dia no
- 5. Estoy buscandote
- 6. Todo lo tengo en tu cuerpo
- 7. Te acepto
- 8. Me equivoque de nuevo
- Como lo haces conmigo (1994)
- 1. como lo haces conmigo
- 2. mas quiero mas
- 3. estoy buscandote
- 4. todo lo tengo en tu cuerpo
- 5. que pasa contigo
- 6. perdoname
- 7. cuando bailas
- 8. para ti mujer
- 9. te acepto
- 10. quererte asi
- 11. una joya valiosa
- 12. damelo todo
- La Sensación David Pabón (2000)
- 1. Aquel Viejo Motel
- 2. Y Nos Amamos
- 3. Te Voy A Olvidar
- 4. Cuando Hacemos El Amor
- 5. Alma De Hielo
- 6. Damelo Todo
- 7. Un Dia Si, Un Dia No
- 8. Apagame
- Mejor que ayer (2001)
- 1. Desesperando
- 2. Aquel Viejo Motel
- 3. Cara Dura
- 4. Imagínate Sin Mi
- 5. Como Lo Haces Conmigo
- 6. Y Nos Amamos
- 7. Y La Tristeza Se Fue
- 8. Te Acepto
- 9. No Me Conoces
- 10. Si Me Ves Llorar
- 11. Lluvia De Amor
- 12. Vete Con El
- 13. Aquel Viejo Motel (pista)
- Por Naturaleza (2003)
- 1. Naturaleza muerta
- 2. Amor de cerca
- 3. La mas fea
- 4. Atado a ti
- 5. Extraños
- 6. Una miradita
- 7. Podemos
- 8. Dos hombres, un destino
- 9. Que no pierda el compas
- 10. Atado a ti (version balada)
- Desde Hoy (2005)
- 1. Pobre De Él
- 2. Mi Todo Tú
- 3. Dígale
- 4. Desde Hoy
- 5. Tres Veces No
- 6. La Mujer Que Me Domina
- 7. Vamos A Tener Que Querernos Mas
- 8. Fuego
- 9. Como No Voy A Quererte
- 10. Aléjate[2]